# Marathonschaatsen 2011/2012
Het seizoen 2011/12 in het marathonschaatsen begon op 15 oktober 2011 en duurde tot en met 18 februari 2012.

## Algemeen
Het seizoen bestond uit verschillende competities en individuele wedstrijden.
| Competitie/Wedstrijd       |                  |
| -------------------------- | ---------------- |
| Marathon Cup               | 15+3 wedstrijden |
| Super Prestige             | 3 wedstrijden    |
| NK Marathon op kunstijs    | 1 wedstrijd      |
| Grand Prix Natuurijs       | 4 wedstrijden    |
| Open NK Marathon Natuurijs | 1 wedstrijd      |
| Klassiekers op natuurijs*  |                  |

* Het aantal wedstrijden op natuurijs staat niet van tevoren vast, aangezien deze wedstrijden afhankelijk zijn van de weersomstandigheden.
Over alle wedstrijden wordt een ranglijst opgemaakt. Verder wordt er voor de Marathon Cup en de Grand Prix nog een apart klassement opgesteld. Ook voor de Super Prestige wordt een apart klassement opgesteld. Deze 5 wedstrijden tellen overigens ook mee voor de Marathon Cup.
De wedstrijden worden verreden in drie divisies:
- Top-divisie mannen
- Top-divisie vrouwen
- 1e divisie mannen

## Uitslagen

### Topdivisie mannen
| Datum       | Plaats     | Onderdeel                      | Goud                 | Zilver               | Brons                |
| ----------- | ---------- | ------------------------------ | -------------------- | -------------------- | -------------------- |
| 15 oktober  | Amsterdam  | Marathon Cup #1                | Jorrit Bergsma       | Ralf Zwitser         | Frank Vreugdenhil    |
| 22 oktober  | Heerenveen | Marathon Cup #2                | Bob de Vries         | Jorrit Bergsma       | Joost Juffermans     |
| 29 oktober  | Utrecht    | Marathon Cup #3                | Jorrit Bergsma       | Crispijn Ariëns      | Jan Maarten Heideman |
| 5 november  | Eindhoven  | Marathon Cup #4                | Arjan Stroetinga     | Ingmar Berga         | Karlo Timmerman      |
| 12 november | Den Haag   | Marathon Cup #5                | Arjan Stroetinga     | Ingmar Berga         | Karlo Timmerman      |
| 19 november | Haarlem    | Marathon Cup #6                | Arjan Stroetinga     | Christijn Groeneveld | Ingmar Berga         |
| 26 november | Tilburg    | Marathon Cup #7                | Arjan Stroetinga     | Ingmar Berga         | Rob Hadders          |
| 3 december  | Assen      | Marathon Cup #8                | Frank Vreugdenhil    | Joost Juffermans     | Ralf Zwitser         |
| 10 december | Amsterdam  | Marathon Cup #9                | Joost Juffermans     | Jouke Hoogeveen      | Robert van Dalen     |
| 15 december | Flevonice  | Super Prestige #1              | Gary Hekman          | Jochem Uithoven      | Sjoerd Huisman       |
| 17 december | Breda      | Marathon Cup #10               | Arjan Stroetinga     | Ingmar Berga         | Rob Hadders          |
| 22 december | Flevonice  | Super Prestige #2              | Rob Hadders          | Jochem Uithoven      | Pieter-Jan van Eck   |
| 28 december | Heerenveen | NK Marathon Kunstijs           | Arjan Stroetinga     | Karlo Timmerman      | Jan Maarten Heideman |
| 29 december | Enschede   | Marathon Cup #11               | Jorrit Bergsma       | Frank Vreugdenhil    | Ingmar Berga         |
| 1 januari   | Flevonice  | Super Prestige #3 Finale       | Gary Hekman          | Crispijn Ariëns      | Karlo Timmerman      |
| 7 januari   | Alkmaar    | Marathon Cup #12               | Bob de Vries         | Douwe Bierma         | Karlo Timmerman      |
| 13 januari  | Hoorn      | Marathon Cup #13               | Christijn Groeneveld | Ingmar Berga         | Bob de Vries         |
| 14 januari  | Deventer   | Marathon Cup #14               | Karlo Timmerman      | Bob de Vries         | Jorrit Bergsma       |
| 21 januari  | Groningen  | Marathon Cup #15 Finale        | Karlo Timmerman      | Ingmar Berga         | Crispijn Ariëns      |
| 28 januari  | Weissensee | Grand Prix Natuurijs #1        | Rob Hadders          | Bob de Vries         | Jorrit Bergsma       |
| 1 februari  | Weissensee | Open NK Marathon Natuurijs     | Arjan Stroetinga     | Crispijn Ariëns      | Karlo Timmerman      |
| 4 februari  | Weissensee | Grand Prix Natuurijs #2        | Jens Zwitser         | Jouke Hoogeveen      | Robert Bovenhuis     |
| 11 februari | Reschensee | Grand Prix Natuurijs #3        | afgelast             | afgelast             | afgelast             |
| 18 februari | Falun      | Grand Prix Natuurijs #4 Finale | Jouke Hoogeveen      | Jan Maarten Heideman | Karlo Timmerman      |

### Vrouwen
| Datum       | Plaats     | Onderdeel                      | Goud                       | Zilver                     | Brons                   |
| ----------- | ---------- | ------------------------------ | -------------------------- | -------------------------- | ----------------------- |
| 15 oktober  | Amsterdam  | Marathon Cup #1                | Foske Tamar van der Wal    | Mariska Huisman            | Maria Sterk             |
| 22 oktober  | Heerenveen | Marathon Cup #2                | Foske Tamar van der Wal    | Mariska Huisman            | Nadine Seidenglanz      |
| 29 oktober  | Utrecht    | Marathon Cup #3                | Mireille Reitsma           | Lisanne Soemanta           | Jolanda Langeland       |
| 5 november  | Eindhoven  | Marathon Cup #4                | Foske Tamar van der Wal    | Carla Zielman              | Maria Sterk             |
| 12 november | Den Haag   | Marathon Cup #5                | Mariska Huisman            | Foske Tamar van der Wal    | Cindy Vergeer           |
| 19 november | Haarlem    | Marathon Cup #6                | Foske Tamar van der Wal    | Mariska Huisman            | Maria Sterk             |
| 26 november | Tilburg    | Marathon Cup #7                | Foske Tamar van der Wal    | Rixt Meijer                | Wieteke Cramer          |
| 3 december  | Assen      | Marathon Cup #8                | Mariska Huisman            | Foske Tamar van der Wal    | Maria Sterk             |
| 10 december | Amsterdam  | Marathon Cup #9                | Foske Tamar van der Wal    | Irene Schouten             | Kimberly Muusse         |
| 15 december | Flevonice  | Super Prestige #1              | Erna Last-Kijk in de Vegte | Foske Tamar van der Wal    | Anniek ter Haar         |
| 17 december | Breda      | Marathon Cup #10               | Foske Tamar van der Wal    | Maria Sterk                | Marije van Marle        |
| 22 december | Flevonice  | Super Prestige #2              | Mariska Huisman            | Mireille Reitsma           | Yvonne Spigt            |
| 28 december | Heerenveen | NK Marathon Kunstijs           | Mariska Huisman            | Bianca Roosenboom          | Foske Tamar van der Wal |
| 29 december | Enschede   | Marathon Cup #11               | Foske Tamar van der Wal    | Mariska Huisman            | Maria Sterk             |
| 1 januari   | Flevonice  | Super Prestige #3 Finale       | Foske Tamar van der Wal    | Mariska Huisman            | Anniek ter Haar         |
| 7 januari   | Alkmaar    | Marathon Cup #12               | Foske Tamar van der Wal    | Irene Schouten             | Wieteke Cramer          |
| 13 januari  | Hoorn      | Marathon Cup #13               | Foske Tamar van der Wal    | Mariska Huisman            | Carla Zielman           |
| 14 januari  | Deventer   | Marathon Cup #14               | Foske Tamar van der Wal    | Mariska Huisman            | Wieteke Cramer          |
| 21 januari  | Groningen  | Marathon Cup #15 Finale        | Foske Tamar van der Wal    | Mariska Huisman            | Bianca Roosenboom       |
| 28 januari  | Weissensee | Grand Prix Natuurijs #1        | Carla Zielman              | Mariska Huisman            | Foske Tamar van der Wal |
| 1 februari  | Weissensee | Open NK Marathon Natuurijs     | Foske Tamar van der Wal    | Erna Last-Kijk in de Vegte | Kimberly Muusse         |
| 4 februari  | Weissensee | Grand Prix Natuurijs #2        | Carla Zielman              | Mariska Huisman            | Elma de Vries           |
| 16 februari | Falun      | Grand Prix Natuurijs #3        | Carla Zielman              | Mariska Huisman            | Mireille Reitsma        |
| 18 februari | Falun      | Grand Prix Natuurijs #4 Finale | Elma de Vries              | Erna Last-Kijk in de Vegte | Maria Sterk             |

 Oranje leiderspak ·
 Rood-wit-blauw leiderspak · 
 Wit leiderspak
Nederlandse kampioenschappen: Kunstijs · Natuurijs · Open
Eindklassementen: KNSB Cup ·
 Jongeren klassement ·
Ploegenklassement ·
Grand prix klassement ·
Natuurijsklassement ·
Natuurvierdaagse ·
Club-assistent Brabantcup
Records en statistieken
Elfstedentocht
Natuurijsklassiekers: De 100 van Eernewoude · 
Amstelmeer Marathon · 
Ronde van Loosdrecht · 
Westland Marathon · 
Driedaagse van Ankeveen · 
Noorder Rondritten · 
Noordwesthoekrit · 
Oldambtrit · 
Hollands Venetiëtocht · 
Ronde van Duurswold · 
Ronde van Skarsterlân · 
Rottemerentocht · 
USA Marathon · 
Veluwemeertocht
Lijst van schaatsmarathons per kunstijsbaan: Alkmaar · Amsterdam · Assen · Breda · Den Haag · Deventer · Dronten · Eindhoven · Enschede · Geleen · Groningen · Haarlem · Heerenveen · Hoorn · Leeuwarden · Nijmegen · Rotterdam · Tilburg · Utrecht
Lijst van schaatsmarathons per natuurijsbaan: Hengelo · Polsbroek · Veenoord ·  Noordlaren · Haaksbergen ·  Winterswijk · Burgum · 
Awards: Marathonschaatser van het Jaar · Willem Poelstra Trofee
1972/1973 ·
1973/1974 ·
1974/1975 ·
1975/1976 ·
1976/1977 ·
1977/1978 ·
1978/1979 ·
1979/1980 ·
1980/1991 ·
1980/1981 ·
1981/1982 ·
1982/1983 ·
1983/1984 ·
1984/1985 ·
1985/1986 ·
1986/1987 ·
1987/1988 ·
1988/1989 ·
1989/1990 ·
1990/1991 ·
1991/1992 ·
1992/1993 ·
1993/1994 ·
1994/1995 ·
1995/1996 ·
1996/1997 ·
1997/1998 ·
1998/1999 ·
1999/2000 ·
2001/2002 ·
2002/2003 ·
2003/2004 ·
2004/2005 ·
2005/2006 ·
2006/2007 ·
2007/2008 ·
2008/2009 ·
2009/2010 ·
2010/2011 ·
2011/2012 ·
2012/2013 ·
2013/2014 ·
2014/2015 ·
2015/2016 ·
2016/2017 ·
2017/2018 ·
2018/2019 ·
2019/2020 ·
2020/2021 ·
2021/2022 ·
2022/2023 ·
2023/2024 ·
2024/2025